# Drosophila iroquois
Drosophila iroquois är en tvåvingeart som beskrevs av Alfred Sturtevant och Theodosius Dobzhansky 1936. Drosophila iroquois ingår i släktet Drosophila och familjen daggflugor.
Artens utbredningsområde är delstaterna New York, Massachusetts, New Jersey och Mississippi i östra USA.